# ألينا أرماس
ألينا أرماس (بالإنجليزية: Alina Armas)‏ هي منافسة ألعاب القوى ناميبية، ولدت في 10 سبتمبر 1983.

## وصلات خارجية
- ألينا أرماس على موقع الاتحاد الدولي لألعاب القوى (الإنجليزية)
- ألينا أرماس على موقع أوليمبيديا (الإنجليزية)